# Peña Blanca (Los Santos)
Peña Blanca è un comune (corregimiento) della Repubblica di Panama situato nel distretto di Las Tablas, provincia di Los Santos. Si estende su una superficie di 8 km² e conta una popolazione di 875 abitanti (censimento 2010).